# 원천동
원천동(遠川洞)은 대한민국 경기도 수원시 영통구의 행정동 및 법정동이다.

## 개요
원천동의 동명은 원래 ‘먼내’ 또는 ‘머내’라는 이 지역의 고유 이름에서 나온 것이다. 이것이 한자로 표기되면서 원천이 되었다. 용인시와 경계를 이루고 있으며 경부고속도로와 인접한 수원의 관문이며 광공업체 밀집지역이다. 원천로를 중심으로 거주지역이 형성되어 있고, 전체가구 대비 아파트 구성비가 87%이상 차지한 지역이다.

## 연혁
- 1896년 8월 4일: 경기도 수원부 장주면 원천리
- 1914년 4월 1일: 부군면 통폐합에 따라 경기도 수원군 태장면 원천리가 됨.
- 1949년 8월 14일: 수원군 수원읍이 수원시로 승격하고 수원군을 화성군으로 개칭하면서, 화성군 태장면 원천리가 됨.
- 1963년 1월 1일: 법률 제1175호에 의하여 수원시에 편입되었다.
- 1972년: 행정동을 통폐합하면서 매탄동과 매원동에 속하였다.
- 1985년 12월 2일: 다시 원천동으로 분동하였다.[1]
- 1992년 10월 25일: 우만동 일부가 원천동으로 편입되었다.[2]
- 2007년 8월 6일: 광교택지개발에 따라 법정동 이의동 및 하동을 행정동 원천동에 통합함.
- 2012년 12월 26일: 법정동 이의동 및 하동을 행정동 광교동으로 분동하였다.[3]
- 2019년 9월 13일: 수원시 영통구 원천동 일부와 용인시 기흥구 영덕동 일부를 교환함.[4][5]

## 법정동
- 원천동

## 교육
- 초등학교 : 소화초등학교, 원일초등학교, 매원초등학교, 광교호수초등학교, 중앙기독초등학교
- 중학교 : 원천중학교, 광교호수중학교, 중앙기독중학교
- 고등학교 : 수원정보과학고등학교

### 수원시영통구사립대학교
- 아주대학교
- 경기대학교 수원캠퍼스
- 합동신학대학원대학교

## 시설
- 쌈지공원

## 아파트
| 단지명                   | 건설사        | 시행사                    | 주소                      | 입주       | 비고                             |
| ------------------------ | ------------- | ------------------------- | ------------------------- | ---------- | -------------------------------- |
| 원천 레이크파크          | ㈜서한 ㈜효성 | 대한주택공사              | 영통구 중부대로448번길 28 | 1999년 8월 | '원천주공 2단지'에서 단지명 변경 |
| 광교 호반베르디움        | 호반건설      | ㈜호반티에스              | 영통구 광교호수공원로 45  | 2014년 6월 |                                  |
| 영흥숲 푸르지오 파크비엔 | 대우건설      | ㈜교보자산신탁 ㈜천년수원 | 영통구 영흥숲길 50        | 2023년 6월 |                                  |
| 광교 에일린의 뜰         | 아이에스동서  |                           |                           |            |                                  |